# Frente de Salvación Nacional (Rusia)
El Frente de Salvación Nacional (ruso: Фронт национального спасения; ФНС, Front natsional'nogo spaseniya, FNS) fue una coalición diversa que reunió a movimientos comunistas, socialistas y nacionalistas de derecha, todos unidos en oposición al gobierno del presidente Boris Yeltsin en Rusia. Surgió en 1992 y se convirtió en la primera organización prohibida en la Rusia posterior a la era soviética. Más adelante, tuvo un papel importante durante la crisis constitucional de 1993.

## Fundación
El FNS se creó durante un congreso el 24 de octubre de 1992, donde aproximadamente 3,000 activistas comunistas y nacionalistas se unieron en una alianza contra la presidencia de Boris Yeltsin.El sector nacionalista radical estaba representado por varios escritores e ideólogos reconocidos, como Valentín Rasputin, Alexander Projanov e Igor Shafarévich.Además, se sumaron a esta alianza ex figuras prominentes de la época soviética, como el general Albert Makashov y el coronel Viktor Alksnis, así como políticos como Sergéi Baburin y Mijaíl Astafiev, líder del Partido Demócrata Constitucional - Partido de la Libertad Popular.Entre los copresidentes del movimiento estuvieron Baburin, Nikolái Pávlov (ambos de la Unión Panpopular Rusa), Guennadi Ziugánov (quien luego sería líder del Partido Comunista de la Federación de Rusia), Ilya Konstantinov, Astafiev, Valery Ivanov, Vladimir Isakov, Gennady Sayenko y Albert Makashov. La participación de Ziugánov en el FNS fue clave para que, al fundar su nuevo Partido Comunista en 1993, incorporara un fuerte componente nacionalista en su ideología.

## Ideología
Shafarevich comparó los cambios que ocurrían en Rusia con el tratado impuesto a Alemania tras la Primera Guerra Mundial. Por su parte, Konstantinov, quien lideraba el comité organizador del grupo, declaró que las metas del FNS incluían derrocar a Yeltsin como presidente, formar un nuevo gobierno de coalición que controlara los precios, detener el desmantelamiento de la industria armamentística y frenar la retirada de tropas de los antiguos países del Bloque del Este.La revista nacionalista de derecha Dyen, dirigida por varios intelectuales nacionalistas como Aleksandr Duguin (a quien Yeltsin acusó de antisemitismo), apoyó firmemente al FNS y sirvió como su principal medio de comunicación.Además, Eduard Limónov, aliado de Dugin, incorporó su Frente Nacional Bolchevique dentro del FNS.Gracias a la participación de Dugin y Limonov, el FNS obtuvo también el respaldo del tercerposicionista belga Jean-François Thiriart, quien creó el Frente Europeo de Liberación, una red de grupos de apoyo en Europa Occidental.
No obstante, la mezcla entre el comunismo soviético y el nacionalismo ruso radical dentro del FNS no siempre resultó armoniosa. Entre sus fundadores estaba Nikolai Lysenko y su Partido Nacional Republicano de Rusia, una agrupación nacionalista extrema que decía inspirarse en Aleksandr Solzhenitsyn. Sin embargo, un folleto redactado por Lysenko, con fuertes expresiones anticaucásicas, fue duramente criticado por uno de los líderes comunistas del FNS. Como consecuencia, en julio de 1993, el partido de Lysenko se retiró del Frente, y el propio Lysenko descalificó al movimiento por considerarlo demasiado comunista e internacionalista.

## Enfrentamientos con Yeltsin
El 28 de octubre de 1992, el presidente Yeltsin declaró al FNS como una organización inconstitucional, convirtiéndolo en el primer grupo prohibido tras el colapso del régimen comunista. No obstante, Konstantinov sostuvo que Yeltsin había actuado más allá de sus atribuciones, ya que, según él, solo un tribunal tenía la facultad de tomar esa decisión. El asunto fue llevado a la Corte Constitucional, que finalmente revocó la prohibición el 12 de febrero de 1993.
El FNS desempeñó un papel central durante la crisis constitucional rusa de 1993.En medio del conflicto, el grupo llegó a declarar que había formado un gobierno en la sombra y que se encontraba listo para asumir el poder en lugar de Yeltsin.
Tras los disturbios, varios miembros prominentes del FNS fueron arrestados y encarcelados en la prisión de Lefortovo. Además, al Frente, junto con el Partido Comunista de los Trabajadores Rusos y el Partido Rusia Libre liderado por Aleksandr Rutskói, se les prohibió competir en las elecciones parlamentarias de 1993.Como consecuencia de esta exclusión, el voto nacionalista fue acaparado por el Partido Liberal Demócrata de Rusia, encabezado por Vladímir Zhirinovski, quien no había estado vinculado al FNS.

## Declive
El FNS empezó a fracturarse a mediados de 1994, en parte como reacción a los conflictos étnicos en el Cáucaso Norte. La dirigencia del Frente criticó a Yeltsin por lo que consideraban una represión excesiva contra los movimientos separatistas, mientras que figuras ultranacionalistas como Eduard Limónov y Aleksandr Barkashov —líder del partido de extrema derecha Unidad Nacional Rusa, entonces en ascenso— respaldaron la dureza del presidente. Barkashov incluso llegó a ofrecerle a Yeltsin el apoyo de sus grupos paramilitares para intervenir en Chechenia.